# Onthophagus kiuchii
Onthophagus kiuchii är en skalbaggsart som beskrevs av Masumoto 1995. Onthophagus kiuchii ingår i släktet Onthophagus och familjen bladhorningar. Inga underarter finns listade i Catalogue of Life.